# Wagnerita
La wagnerita es un mineral, fluorofosfato de magnesio, que fue descubierto en Höllgraben,  Pfarrwerfen,  distrito de St. Johann im Pongau,  Salzburg,  (Austria). El nombre es un homenaje a Franz Michael von Wagner, que ocupó diversos cargos oficiales y fue una figura importante en el desarrollo de la minería en Austria.

## Propiedades físicas y químicas
La wagnerita se conoce en forma de varios politipos, siendo el más común la wagnerita-Ma2bc. Es isoestructural con la arsenowagnerita, sarkinita, triplita, triploidita, wolfeíta y zwieselita, que forman con ella el llamado grupo de la wolfeíta. En su estructura el magnesio puede estar substuido en una proporción significativa por calcio y/o por Fe2+ . Aparece habitualmente como cristales anhedrales, que pueden alcanzar tamaños de hasta 20 cm, o con desarrollo prismático. También se encuentra en forma granuda.

## Yacimientos
La wagnerita es un mineral relativamente raro, conocido en unas 80 localidades en el mundo. Aparece en rocas metamórficas de grado moderado a alto, y en pegmatitas, aunque en estas últimas es poco común. Los mejores ejemplares son los procedentes de la localidad tipo, en Austria, donde se encuentra asociada principalmente a lazulita y a escorzalita. En España aparece en algunas pegmatitas del Cabo de Creus (Gerona), en la pegmatita explotada en la mina Julita, en Garcirrey (Salamanca) y en la mina Salmantina, en Navasfrías (Salamanca).